# Irina Tweedie
Irina Tweedie (* 1907 im Russischen Kaiserreich; † August 1999 in London) war eine russisch-englische Sufilehrerin.

## Leben
Die gebürtige Russin heiratet nach ihrem Studium in Wien und Paris und nach dem Ende des Zweiten Weltkriegs einen britischen Marine-Offizier, der im Jahr 1954 verstirbt.
Aufgrund ihres Interesses an der Theosophie unternimmt sie im Jahr 1959 eine Reise nach Indien und trifft dort auf „Bhai Sahib“, einen indischen Sufimeister aus der Linie der Naqschbandiyya-Mudschaddidiyya-Sufi-Linie (Nebenlinie der Naqschbandi-Tariqa). Sie wird seine Schülerin. Er fordert sie auf, ein Tagebuch ihrer spirituellen Schulung zu schreiben, das sie 1986 auf Englisch veröffentlicht.
Nach dem Tod des Sheikh im Jahr 1966 geht Irina Tweedie für acht Monate in den Himalaya und zieht 1967 nach London. Dort wirkt sie bis zu ihrem Tod im Jahr 1999 als Lehrerin und Begleiterin vieler westlicher Suchender (beispielsweise von Llewellyn Vaughan-Lee oder Annette Kaiser). In England, Deutschland und der Schweiz hält sie zahlreiche Vorträge und Seminare und weist ihre Schüler in die stille Meditation des Herzens und die spirituelle Traumarbeit ein.

## Literarische Werke
- Wie Phönix aus der Asche. Mein Abenteuer der Selbstfindung auf dem Weg der Sufis. München 1980, 320 Seiten, ISBN 3499601486
- Der Weg durchs Feuer. Tagebuch einer spirituellen Schulung durch einen Sufi-Meister. München 1988, 1036 Seiten, ISBN 3-7787-7144-2 (Leinenausgabe), ISBN 3-4537-0011-2 (Taschenbuchausgabe) – (Dies ist die später herausgegebene und ungekürzte Fassung von „Wie Phönix aus der Asche“)